# Hollywood Park
Hollywood Park es un pueblo ubicado en el condado de Béxar en el estado estadounidense de Texas. En el Censo de 2010 tenía una población de 3.062 habitantes y una densidad poblacional de 800,44 personas por km².

## Geografía
Hollywood Park se encuentra ubicado en las coordenadas 29°35′57″N 98°29′8″O / 29.59917, -98.48556. Según la Oficina del Censo de los Estados Unidos, Hollywood Park tiene una superficie total de 3.83 km², de la cual 3.82 km² corresponden a tierra firme y (0.2%) 0.01 km² es agua.

## Demografía
Según el censo de 2010, había 3.062 personas residiendo en Hollywood Park. La densidad de población era de 800,44 hab./km². De los 3.062 habitantes, Hollywood Park estaba compuesto por el 95.75% blancos, el 0.46% eran afroamericanos, el 0.56% eran amerindios, el 0.85% eran asiáticos, el 0% eran isleños del Pacífico, el 1.4% eran de otras razas y el 0.98% pertenecían a dos o más razas. Del total de la población el 15.38% eran hispanos o latinos de cualquier raza.

## Educación
El Distrito Escolar Independiente North East gestiona escuelas públicas que sirven a la ciudad. La Escuela Primaria Hidden Forest, la Escuela Secundaria Bradley, y la Escuela Preparatoria Winston Churchill sirven a la ciudad.